# 第5回ヒューストン映画批評家協会賞
第5回ヒューストン映画批評家協会賞は、2011年12月14日に発表された。これはテキサス州ヒューストンを拠点に置くヒューストン映画批評家協会（HFCS）によって贈られる賞である。協会は2007年にヒューストンを拠点とする新聞、ラジオ、テレビの映画批評家26名によって設立された。ヒューストン・フィルム・コミッション、ヒューストン国際映画祭、ヒューストン映画芸術協会により共同開催されている。
2011年の候補は2011年12月10日に発表された。対象作品は、スクリーニングか、またはDVDでHFCSの会員が観賞したもので、ヒューストンの映画館で上映している必要は無い。毎年13の「ベスト」部門に加え、最低作品賞が設置されており、そして今年「テキサス・インディペンデント賞」が新設された。最多候補は、作品賞・主演男優賞・監督賞・脚本賞・撮影賞・作曲賞・外国語映画賞の7部門の『アーティスト』である。次いで5部門候補の『ファミリー・ツリー』と『ヘルプ 〜心がつなぐストーリー〜』である。
2011年に最多受賞となったのは『ファミリー・ツリー』であり、作品賞、助演女優賞（シェイリーン・ウッドリー）、脚本賞（アレクサンダー・ペイン、ナット・ファクソン、ジム・ラッシュ）の3部門を受賞した。次いで、『ドライヴ』が監督賞（ニコラス・ウィンディング・レフン）と助演男優賞（アルバート・ブルックス）の2部門を受賞した。他の演技部門では、『少年は残酷な弓を射る』のティルダ・スウィントンが主演女優賞、『SHAME -シェイム-』のマイケル・ファスベンダーが主演男優賞を受賞した。

## 受賞と候補一覧
太字が受賞。
| 作品賞 | 監督賞 |
| --- | --- |
| - 『ファミリー・ツリー』 - 『ドライヴ』 - 『ものすごくうるさくて、ありえないほど近い』 - 『ミッドナイト・イン・パリ』 - 『テイク・シェルター』 - 『アーティスト』 - 『ヘルプ 〜心がつなぐストーリー〜』 - 『ツリー・オブ・ライフ』 - 『戦火の馬』 - 『WIN WIN ダメ男とダメ少年の最高の日々』 | - ニコラス・ウィンディング・レフン - 『ドライヴ』 - アレクサンダー・ペイン - 『ファミリー・ツリー』 - ミシェル・アザナヴィシウス - 『アーティスト』 - テレンス・マリック - 『ツリー・オブ・ライフ』 - ウディ・アレン - 『ミッドナイト・イン・パリ』                                                              |
| 主演男優賞 | 主演女優賞 |
| - マイケル・ファスベンダー - 『SHAME -シェイム-』 - ブラッド・ピット - 『マネーボール』 - ジョージ・クルーニー - 『ファミリー・ツリー』 - ジャン・デュジャルダン - 『アーティスト』 - マイケル・シャノン - 『テイク・シェルター』 | - ティルダ・スウィントン - 『少年は残酷な弓を射る』 - エリザベス・オルセン - 『マーサ、あるいはマーシー・メイ』 - メリル・ストリープ - 『マーガレット・サッチャー 鉄の女の涙』 - ミシェル・ウィリアムズ - 『マリリン 7日間の恋』 - ヴィオラ・デイヴィス - 『ヘルプ 〜心がつなぐストーリー〜』                    |
| 助演男優賞 | 助演女優賞 |
| - アルバート・ブルックス - 『ドライヴ』 - アレックス・シェイファー - 『WIN WIN ダメ男とダメ少年の最高の日々』 - アンディ・サーキス - 『猿の惑星: 創世記』 - アーミー・ハマー - 『J・エドガー』 - クリストファー・プラマー - 『人生はビギナーズ』 | - シェイリーン・ウッドリー - 『ファミリー・ツリー』 - ジャネット・マクティア - 『アルバート氏の人生』 - ジェシカ・チャステイン - 『ヘルプ 〜心がつなぐストーリー〜』 - メリッサ・マッカーシー - 『ブライズメイズ 史上最悪のウェディングプラン』 - オクタヴィア・スペンサー - 『ヘルプ 〜心がつなぐストーリー〜』 |
| 脚本賞 | アニメ映画賞 |
| - アレクサンダー・ペイン、ナット・ファクソン、ジム・ラッシュ - 『ファミリー・ツリー』 - ミシェル・アザナヴィシウス - 『アーティスト』 - トーマス・マッカーシー - 『WIN WIN ダメ男とダメ少年の最高の日々』 - ウィル・ライザー - 『50/50 フィフティ・フィフティ』 - ウディ・アレン - 『ミッドナイト・イン・パリ』 | - 『ランゴ』 - 『タンタンの冒険/ユニコーン号の秘密』 - 『ハッピー フィート2 踊るペンギンレスキュー隊』 - 『カンフー・パンダ2』 - 『長ぐつをはいたネコ』 - 『くまのプーさん』 |
| 撮影賞 | ドキュメンタリー映画賞 |
| - エマニュエル・ルベツキ - 『ツリー・オブ・ライフ』 - ギョーム・シフマン - 『アーティスト』 - ヤヌス・カミンスキー - 『戦火の馬』 - ロバート・リチャードソン - 『ヒューゴの不思議な発明』 - ニュートン・トーマス・サイジェル - 『ドライヴ』 | - 『プロジェクト・ニム』 - Buck - 『世界最古の洞窟壁画3D 忘れられた夢の記憶』 - The Elephant in the Living Room - Undefeated |
| 外国語映画賞 | 作曲賞 |
| - 『悪魔を見た』 - 韓国 - 『十三人の刺客』 - 日本 - 『エリート・スクワッド ブラジル特殊部隊BOPE』 - ブラジル - 『アーティスト』 - フランス - 『私が、生きる肌』 - スペイン | - ルドヴィック・ブールス - 『アーティスト』 - アレクサンドル・デスプラ - 『ハリー・ポッターと死の秘宝 PART2』 - ハリー・エスコット - 『SHAME -シェイム-』 - ジョン・ウィリアムズ - 『タンタンの冒険/ユニコーン号の秘密』 - ジョン・ウィリアムズ - 『戦火の馬』                                                   |
| 主題歌賞 | 最低作品賞 |
| - "Life's A Happy Song" - ブレット・マッケンジー - 『ザ・マペッツ』 - "Lay Your Head Down" - ブライアン・バーン、グレン・クローズ - 『アルバート氏の人生』 - "Star-Spangled Man" - アラン・メンケン、デヴィッド・ジッペル - 『キャプテン・アメリカ/ザ・ファースト・アベンジャー』 - "The Living Proof" ^ メアリー・J. ブライジ - 『ヘルプ 〜心がつなぐストーリー〜』 - "Think You Can Wait" - ザ・ナショナル - 『WIN WIN ダメ男とダメ少年の最高の日々』 | - 『ロード・オブ・クエスト ドラゴンとユニコーンの剣』 - 『ジャックとジル』 - 『赤ずきん』 - 『ピンチ・シッター』 - 『スマーフ』 - 『トワイライト・サーガ/ブレイキング・ドーン Part1』 |
| テキサス・インディペンデント賞 | |
| - （受賞結果は2012年1月7日に発表される） - Deadbeat TV, Volume 2 - Invisible Studios - The Great American Moon Rock Caper - Flock of Film Productions - Jacob - Odyssee Pictures - Puncture - ファースト・ルック・スタジオ - Stick 'Em Up - Shoot Edit Sleep | |

### 個別賞

#### 生涯功労賞
- ジェフ・ブリッジス[8]

#### 人道賞
- ジョアン・ハーリング[8]

#### 業績賞
- Hunter Todd
- Mary Lampe

#### 技術貢献賞
- 『猿の惑星: 創世記』